# Arkys gracilis
Arkys gracilis là một loài nhện trong họ Araneidae.
Loài này thuộc chi Arkys. Arkys gracilis được miêu tả năm 1984 bởi Heimer.